# Goran Roce
Goran Roce (Pula, 12. travnja 1986.) bivši je hrvatski nogometaš koji je igrao na poziciji napadača.